# معزاب الصناعي (السبرة)

تعديل مصدري - تعديل

معزاب الصناعي محلة تابعة لقرية حبيل المريم، التابعة لعزلة الازهور بمديرية السبرة إحدى مديريات محافظة إب في الجمهورية اليمنية، بلغ تعداد سكانها 82 حسب تعداد اليمن لعام 2004.